# Szolgálati Emlékjel a NATO-csatlakozás Emlékére
A Szolgálati Emlékjel a NATO-csatlakozás Emlékére a honvédelmi miniszter által adományozott kitüntetés, ami Magyarország NATO-hoz való csatlakozás emlékéül alapíttatott. A kitüntetés sorszámozott, összesen 499 számozott példány készült belőle. A jelenlegi viselési sorrendben a Szolgálati Emlékjel a NATO-csatlakozás Emlékére kitüntetés a 17. helyen sorol.